# Ludvig Eugène Neijber
Johan Ludvig Eugène Neijber, född 28 augusti 1851 i Stockholm, död i Argentina, var en svensk bankman.

## Biografi
Ludvig Eugène Neijber var son till Ludvig Theodor Neijber (1819–1913) och Hedvig Eleonora Constantia Broberg (1827–1912). Han hade en yngre syster – Sigrid Anna Eleonora Neijber (1858–1934). Han var 1893–1908 gift med Ellen Maria Silfverswärd (1871–1948).
Efter studier i Uppsala 1872 blev han anställd på Riksgäldskontoret 1875, först som kammarskrivare, sedan som lånebokhållare 1884, kassabokhållare 1894 och kassör 1895. Han var medlem av Kungliga Sällskapet Pro Patria och blev kamrer där 1892.
Under en inventering på Riksgäldskontoret 1906 upptäcktes att en obligation på 5,000 kr saknades, varefter Neijber häktades för förskingring. Han ersatte det förskingrade beloppet, förhördes, släpptes på fri fot och försvann. Han försattes i sin frånvaro i konkurs och hans tillgångar såldes 1907 på auktion. En del av konkursboets etnografiska samling köptes av Etnografiska museet i Stockholm. På den Allmänna etnografiska utställningen i Stockholm 1878–1879 hade fadern Ludvig Theodor Neijber nio föremål från Centralafrika utställda och man kan anta att några av dem ingick i konkursboet.
I september 1907 rapporterade flera dagstidningar att Neijber befann sig i staden Iquique i Chile. Då han inte ämnade återvända hem begärde hans fru skilsmässa i februari 1907 vilken registrerades i juli 1908. Han dog senare i Argentina, dock oklart vilket år.

## Utmärkelser
- Riddare av Kungliga Vasaorden (1904).[8]